# Попки (Волгоградская область)
Попки́ — хутор в Котовском районе Волгоградской области, административный центр Попко́вского сельского поселения.
Население — 971 (2010)

## История
Дата основания не установлена. Первоначально назывался хутор Попков. Хутор относился к юрту станицы Островской Усть-Медведицкого округа Земли Войска Донского. В 1859 году в хуторе имелось 103 двора, проживало 270 душ мужского и 283 женского пола. Согласно алфавитному списку населённых мест Области Войска Донского 1915 года в хуторе имелось хуторское правление, 276 дворов, 2 церкви, 2 училища, паровая и ветряная мельницы, земельный надел хутора составлял 14696 десятин, проживало 926 мужчин и 910 женщин.
С 1928 года — в составе Даниловского района Камышинского округа Нижне-Волжского края (с 1934 года — Сталинградского края). В 1935 года Попковский сельсовет передан в состав Ждановского района Сталинградского края (с 1936 года — Сталинградской области, с 1961 года — Волгоградской области). С 1963 года — в составе Котовского района.

## География
Хутор находится в лесостепи, в пределах Приволжской возвышенности, являющейся частью Восточно-Европейской равнины, на реке Ольховке. Высота центра населённого пункта около 130 метров над уровнем моря. Прилегающие к хутору склоны долины Ольховки изрезаны балками и оврагами. Почвы — тёмно-каштановые и чернозёмы южные.
Автомобильной дорогой с твёрдым покрытием хутор Попки связан с селом Моисеево (20 км). По автомобильным дорогам расстояние до районного центра города Котово — 34 км, до областного центра города Волгоград — 260 км.
Климат
Климат умеренный континентальный (согласно классификации климатов Кёппена — Dfa). Многолетняя норма осадков — 411 мм. Наибольшее количество осадков выпадает в июне — 49 мм, наименьшее в марте — 22 мм. Среднегодовая температура положительная и составляет + 6,8 °С, средняя температура самого холодного месяца января −9,5 °С, самого жаркого месяца июля +22,4 °С.
Часовой пояс
Попки, как и вся Волгоградская область, находится в часовой зоне МСК (московское время). Смещение применяемого времени относительно UTC составляет +3:00.

## Население
Динамика численности населения по годам:
| 1859 | 1873 | 1897 | 1915 | 1987  | 2002 |
| ---- | ---- | ---- | ---- | ----- | ---- |
| 553  | 1076 | 1747 | 1836 | ≈1100 | 1088 |

| 2010 |
| ---- |
| 971  |